# Koekhappen

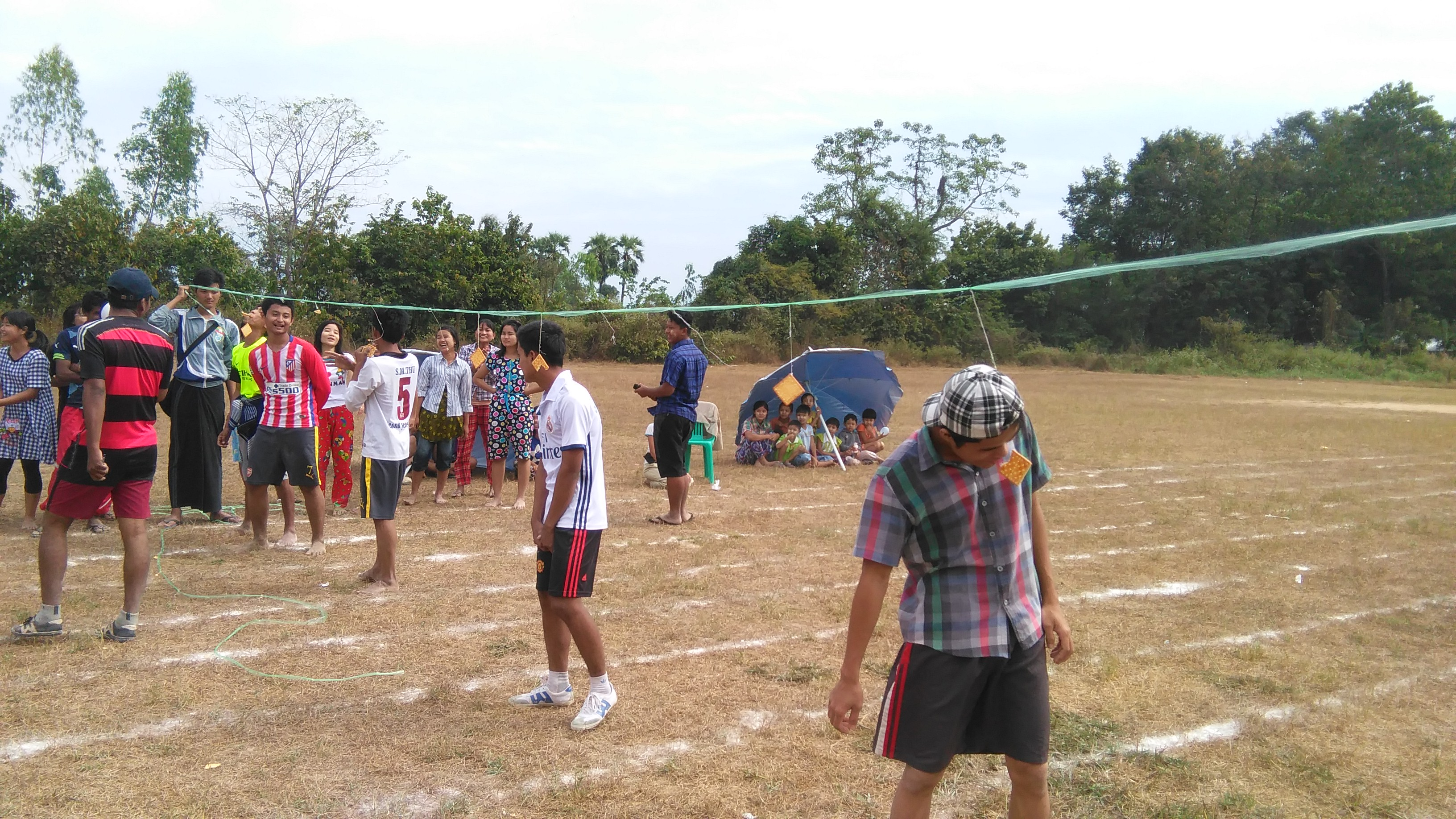
Koekhappen in Myanmar

Koekhappen is een spel dat vaak op kinderfeestjes wordt gespeeld, maar ook elders gedaan wordt, bijvoorbeeld op Koningsdag. Hierbij wordt ontbijtkoek (of een andere zachte lekkernij) aan een touw of draad gebonden, en moeten de deelnemers (al dan niet geblinddoekt, maar in ieder geval zonder de handen te gebruiken) proberen de koek van de draad af te happen. De draad met koek wordt hierbij vlak boven het hoofd van de deelnemers gehouden.
Een variant op koekhappen is appelhappen, waarbij een appel met stroop aan het touwtje hangt. Door de stroop is het moeilijk om in de appel te bijten. Het risico om door de stroop besmeurd te worden, is groot.

In Indonesië gebruiken ze kroepoek bij de spelen op onafhankelijkheidsdag op 17 augustus.